# Thijs Libregts
Thijs Libregts (ur. 4 stycznia 1941 w Rotterdamie) – holenderski piłkarz grający na pozycji obrońcy, a potem trener piłkarski.

## Kariera
Był zawodnikiem dwóch rotterdamskich klubów: Excelsioru oraz Feyenoordu. W latach 1988–1990 był selekcjonerem reprezentacji Holandii, z którą wywalczył awans do mistrzostw świata. W marcu 1990 roku, na trzy miesiące przed rozpoczęciem turnieju, został zwolniony na wniosek zawodników. Wcześniej trenował Feyenoord Rotterdam i PAOK FC. Pracę z klubami greckimi kontynuował w pierwszej połowie lat 90., był wówczas szkoleniowcem Iraklisu Saloniki i Olympiakosu Pireus. Ponadto szkolił piłkarzy reprezentacji Nigerii i austriackiego Grazeru AK.

## Sukcesy piłkarskie
- mistrzostwo Holandii 1965 i Puchar Holandii 1965 z Feyenoordem
- awans do Eredivisie 1970 z Excelsiorem

## Sukcesy szkoleniowe
- mistrzostwo Holandii 1984 i Puchar Holandii 1984 z Feyenoordem Rotterdam
- awans do mistrzostw świata 1990 z reprezentacją Holandii